# フール・アゲイン
『フール・アゲイン』（原題:Fool Again）は、アイルランドの男性グループ、ウエストライフの5枚目のシングル曲。

## 概要
ウエストライフの5枚目のシングル曲として発売された。彼らのデビューアルバム『ウエストライフ -プラチナ・エディション-』に収録されている。5枚目にして5度目の全英シングルチャート1位を記録した。また日本では、衛星放送、WOWOWで放送された全仏オープン・テニス2000でエンディングテーマに使われた。デビューアルバム『ウエストライフ』からのリカット・シングル(オリジナルはアルバムに収録されているのは(album mix))である。シングル盤は、(2000 Remix)とテイクを替えて発売され、このバージョンは既に日本ではイギリス＆日本企画アルバム『ナンバー1ヒッツ・レアトラック』にレア･トラックとして、プラチナ・ディスク獲得後に三度目に再発売されたデビューアルバム『ウエストライフ (アルバム)|ウエストライフ -プラチナ・エディション-』に収録されている。以後のアルバムにはこのバージョンが使用されている。

## トラック・リスト
1. "Fool Again" (2000 Remix) - 3:49
2. "Tunnel of Love" - 3:09
3. "Fool Again" (Video) - 3:49

## 音楽チャート
| Chart                             | Peak position |
| --------------------------------- | ------------- |
| フランダース地域 シングルチャート | 38            |
| デンマーク シングルチャート       | 5             |
| ドイツ シングルチャート           | 80            |
| アイルランド シングルチャート     | 2             |
| オランダ語地域 シングルチャート   | 23            |
| スウェーデン シングルチャート     | 5             |
| スイス シングルチャート           | 39            |
| 全英シングルチャート              | 1             |
| 全英エアプレイチャート            | 8             |

### 週間音楽チャート
| 先代 "Never Be The Same Again" by Melanie C featuring Lisa "Left Eye" Lopez | 全英シングルチャート 2000年4月2日 (1週間) | 次代 "Fill Me In" by Craig David |